# Суперкубок Англії з футболу 1958
Суперкубок Англії з футболу 1958 — 36-й розіграш турніру. Матч відбувся 6 жовтня 1958 року між чемпіоном Англії «Вулвергемптон Вондерерз» та володарем кубка країни «Болтон Вондерерз».
| Володар Суперкубка Англії 1958  |
| ------------------------------- |
|                                 |
| «Болтон Вондерерз» Перший титул |

## Учасники
| Клуб                      | Участей | Роки (жирним виділено перемоги) |
| ------------------------- | ------- | ------------------------------- |
| «Болтон Вондерерз»        | дебют   | дебют                           |
| «Вулвергемптон Вондерерз» | 2       | 1949, 1954                      |

## Матч

### Деталі
| 6 жовтня 1958 |

| «Болтон Вондерерз»                       | 4–1      | «Вулвергемптон Вондерерз» |
| ---------------------------------------- | -------- | ------------------------- |
| Гілл 42' Банністер 44' Лофтгаус 60', 70' | Протокол | Дурандт 90'               |

| Бернден Парк, Болтон Глядачів: 15 596 Арбітр: Артур Голланд |

|  |  |

| В                |  | Джо Дін          |
| З                |  | Рой Гартл        |
| З                |  | Гордон Едвардс   |
| З                |  | Джон Хіггінс     |
| ПЗ               |  | Дерек Геннін     |
| ПЗ               |  | Малколм Едвардс  |
| ПЗ               |  | Невілл Банністер |
| ПЗ               |  | Фред Гілл        |
| ПЗ               |  | Дуг Холден       |
| Н                |  | Денніс Стівенс   |
| Н                |  | Нет Лофтгаус (к) |
| Головний тренер: |  |                  |
| Білл Ріддінг     |  |                  |

| В                |  | Малкольм Фінлейсон |
| З                |  | Едді Стюарт        |
| З                |  | Джеррі Гарріс      |
| З                |  | Біллі Райт (к)     |
| ПЗ               |  | Рон Флаверс        |
| ПЗ               |  | Едді Клемп         |
| ПЗ               |  | Джеррі Манніон     |
| ПЗ               |  | Боббі Мейсон       |
| ПЗ               |  | Дес Горн           |
| Н                |  | Кліфф Дурандт      |
| Н                |  | Джиммі Маррей      |
| Головний тренер: |  |                    |
| Стен Калліс      |  |                    |